# Человекочитаемость

ISBN пример того, как штрихкод EAN-13 отображает информацию, читаемую и компьютерами, и людьми.

Человекочитаемость по отношению к представлению информации означает возможность естественного чтения информации человеком. В большинстве случаев это альтернатива представлению информации, разработанному для чтения компьютерами. Например, цифры, обычно представленные на штрихкодах UPC — человекочитаемая форма информации, графически представленной штрихкодом.
В вычислительной технике выражение «человекочитаемый» соответствует информации, отображаемой в формате, легко воспринимаемой человеком — обычно в виде текста, в противоположность информации в бинарном виде. В принципе, любой формат может быть прочитан соответственным образом запрограммированным компьютером; использование бинарных, а не текстовых форматов позволяет экономнее расходовать компьютерную память и дисковое пространство (бинарное представление обычно требует меньшего количества байтов) и облегчает чтение информации программой (уменьшается или вовсе отпадает необходимость синтаксического анализа).
Впрочем, с приходом детально структурированных языков разметки, таких как XML, повышением вычислительной мощности и существенным уменьшением стоимости носителей, компромисс между человекочитаемостью и машиночитаемостью информации достигается гораздо легче, чем в недавнем прошлом. С другой стороны, информация в текстовом формате хорошо сжимается алгоритмами сжатия данных и зачастую данные сжимают для хранения или передачи (см. например, формат OpenDocument), создавая таким образом бинарную форму представления информации.